# Vitalij Mihajlovics Medvegyev
Vitalij Mihajlovics Medvegyev (ukránul: Вiталiй Михайлович Медведєв) (Chirchiq, 1983. május 7. –) világbajnoki ezüstérmes ukrán párbajtőrvívó.